# Cantó d'Atharratze-Sorholüze
El cantó d'Atharratze-Sorholüze, (en euskera Atharratzeko Kantonamendua i oficialment en francès Tardets-Sorholus) és una divisió administrativa francesa, situada al departament dels Pirineus Atlàntics i la regió Nova Aquitània.
El seu Conseller general és Michel Arhancet de l'UDF.

## Composició
Està format pels municipis de
- Altzai-Altzabeheti-Zunharreta
- Aloze-Ziboze-Onizegaine
- Atharratze-Sorholuze
- Etxebarre
- Gamere-Zihiga
- Hauze
- Iruri
- Lakarri-Arhane-Sarrikotagaine
- Larraine
- Lexantzü-Zünharre
- Ligi-Atherei
- Liginaga-Astüe
- Montori
- Ozaze-Zühara
- Urdatx-Santa-Grazi
- Zalgize-Doneztebe

## Consellers generals
| Data d'elecció                             | Identitat       | Partit | Qualitat                       |
| ------------------------------------------ | --------------- | ------ | ------------------------------ |
| 1957                                       | Pierre Pribat   |        |                                |
| 1961                                       | Pierre Pribat   |        |                                |
| 1967                                       | Pierre Pribat   |        |                                |
| 1973                                       | Pierre Pribat   |        |                                |
| 1979                                       | Pierre Erbin    | PS     | Alcalde d'Atharratze-Sorholuze |
| 1985                                       | Pierre Erbin    |        |                                |
| 1992                                       | Michel Arhancet | UDF    |                                |
| 1998                                       | Michel Arhancet | UDF    |                                |
| 2004                                       | Michel Arhancet | UDF    |                                |
| No es coneixen les dades anteriors a 1957. |                 |        |                                |